# Pływanie na Letnich Igrzyskach Olimpijskich 1972 – 800 m stylem dowolnym kobiet
800 m stylem dowolnym kobiet – jedna z konkurencji pływackich rozgrywanych podczas XX Igrzysk Olimpijskich w Monachium. Eliminacje odbyły się 2 września, a finał 3 września 1972 roku.
Złoty medal zdobyła reprezentantka Stanów Zjednoczonych Keena Rothhammer, czasem 8:53,68 poprawiając o 0,15 s rekord świata. Srebro wywalczyła Australijka Shane Gould, która pobiła rekord Australii i Oceanii (8:56,39). Brązowy medal otrzymała Włoszka Novella Calligaris, ustanawiając nowy rekord Europy (8:57,46).
Dzień wcześniej, w eliminacjach, rekord olimpijski poprawiały kolejno Novella Calligaris i Keena Rothhammer, która na igrzyskach olimpijskich jako pierwsza pływaczka w historii uzyskała w tej konkurencji czas poniżej 9 minut.

## Rekordy
Przed zawodami rekord świata i rekord olimpijski wyglądały następująco:
| Rekord            | Zawodniczka    | Czas    | Miejsce | Data                 |       |
| ----------------- | -------------- | ------- | ------- | -------------------- | ----- |
| Rekord świata     | Jo Harshbarger | 8:53,83 | Chicago | 6 sierpnia 1972      |       |
| Rekord olimpijski | Debbie Meyer   | 9:24,0  | Meksyk  | 24 października 1968 | [ 1 ] |

W trakcie zawodów ustanowiono następujące rekordy:
| Data       | Etap konkurencji      | Zawodniczka        | Czas    | Rekord |
| ---------- | --------------------- | ------------------ | ------- | ------ |
| 2 września | wyścig eliminacyjny 1 | Novella Calligaris | 9:02,96 | OR     |
| 2 września | wyścig eliminacyjny 2 | Keena Rothhammer   | 8:59,69 | OR     |
| 3 września | finał                 | Keena Rothhammer   | 8:53,68 | WR     |

## Wyniki

### Eliminacje
| Miejsce | Wyścig | Zawodniczka          | Państwo           | Czas     | Uwagi |
| ------- | ------ | -------------------- | ----------------- | -------- | ----- |
| 1.      | 2      | Keena Rothhammer     | Stany Zjednoczone | 8:59,69  | Q,    |
| 2.      | 1      | Novella Calligaris   | Włochy            | 9:02,96  | Q     |
| 3.      | 4      | Shane Gould          | Australia         | 9:10,84  | Q     |
| 4.      | 4      | Gudrun Wegner        | NRD               | 9:11,32  | Q     |
| 5.      | 3      | Ann Simmons          | Stany Zjednoczone | 9:11,94  | Q     |
| 6.      | 5      | Jo Harshbarger       | Stany Zjednoczone | 9:14,46  | Q     |
| 7.      | 3      | Narelle Moras        | Australia         | 9:17,95  | Q     |
| 8.      | 2      | Hansje Bunschoten    | Holandia          | 9:21,13  | Q     |
| 9.      | 1      | Andrea Eife          | NRD               | 9:22,88  |       |
| 10.     | 2      | Uta Schütz           | RFN               | 9:22,93  |       |
| 11.     | 1      | Barbara Schwarzfeldt | RFN               | 9:24,89  |       |
| 12.     | 1      | María Teresa Ramírez | Meksyk            | 9:25,09  |       |
| 13.     | 5      | Karen Moras          | Australia         | 9:25,11  |       |
| 14.     | 4      | Karin Tülling        | NRD               | 9:25,73  |       |
| 15.     | 4      | Federica Stabilini   | Włochy            | 9:27,84  |       |
| 16.     | 5      | Jaynie Parkhouse     | Nowa Zelandia     | 9:34,65  |       |
| 17.     | 5      | Karen LeGresley      | Kanada            | 9:37,13  |       |
| 18.     | 3      | Roselina Angee       | Kolumbia          | 9:38,08  |       |
| 19.     | 5      | Brenda Holmes        | Kanada            | 9:39,44  |       |
| 20.     | 3      | June Green           | Wielka Brytania   | 9:39,91  |       |
| 21.     | 2      | Olga de Angulo       | Kolumbia          | 9:43,27  |       |
| 22.     | 4      | Mary Beth Rondeau    | Kanada            | 9:43,31  |       |
| 23.     | 2      | Helga Wagner         | RFN               | 9:44,17  |       |
| 24.     | 5      | Susan Jones          | Wielka Brytania   | 9:47,35  |       |
| 25.     | 4      | Antonella Valentini  | Włochy            | 9:49,07  |       |
| 26.     | 3      | Laura Vaca           | Meksyk            | 9:50,10  |       |
| 27.     | 1      | Françoise Monod      | Szwajcaria        | 9:50,73  |       |
| 28.     | 3      | Belinda Phillips     | Jamajka           | 9:53,99  |       |
| 29.     | 5      | Kirsten Knudsen      | Dania             | 10:02,56 |       |
| 30.     | 2      | Olga Pietrusiowa     | ZSRR              | 10:04,96 |       |
| 31.     | 4      | Patricia López       | Argentyna         | 10:06,39 |       |
| 32.     | 1      | Hsu Yue-yun          | Republika Chińska | 10:08,49 |       |
| 33.     | 2      | Silvia Borgini       | Argentyna         | 10:09,19 |       |
| 34.     | 1      | Eleni Avlonitou      | Grecja            | 10:10,88 |       |
| 35.     | 3      | Avis Willington      | Wielka Brytania   | 10:10,91 |       |
| 36.     | 5      | Aisling O’Leary      | Irlandia          | 10:18,05 |       |

### Finał
| Miejsce | Zawodniczka        | Państwo           | Czas    | Uwagi |
| ------- | ------------------ | ----------------- | ------- | ----- |
| 1. !    | Keena Rothhammer   | Stany Zjednoczone | 8:53,68 | WR    |
| 2. !    | Shane Gould        | Australia         | 8:56,39 | OC    |
| 3. !    | Novella Calligaris | Włochy            | 8:57,46 | ER    |
| 4.      | Ann Simmons        | Stany Zjednoczone | 8:57,62 |       |
| 5.      | Gudrun Wegner      | NRD               | 8:58,89 | NR    |
| 6.      | Jo Harshbarger     | Stany Zjednoczone | 9:01,21 |       |
| 7.      | Hansje Bunschoten  | Holandia          | 9:16,69 | NR    |
| 8.      | Narelle Moras      | Australia         | 9:19,06 |       |